# شرشور بنغالي
هذا الطائر هجين ليس له موطن أصلي وتختلف الآراء حول الجنس الذي اتى منه هل هو المونيا حاد الذيل أو الرامبد مونيا أو المونيا ابيض الظهر.
أول ظهور لهذا الطائر كان في الصين ثم انتقل إلى اليابان منذ 260 عام ثم إلى أوروبا والولايات المتحدة وانتشر إلى العالم

## مواصفات الشرشور البنغالي
هي طيور صغيرة طولها من 10 إلى 13 سم والوانها بنية وسوداء وبيضاء ومبقعة ولها ألوان متعددة وطفرات كثيرة والشرشور البنغالي الألماني والأوروبي عامة أكبر حجماً.
حياة طائر الشرشور البنغالي هو طائر ودود يمكن تربيته في سلاكات أو اقفاص كبيرة أو ازواج في اقفاص متوسطة أو مناسبة وكذلك يمكن تربيته مع طيور أخرى تكون غير عدوانيه وهو طائر ماهر في حضانة البيض والصغار ويستخدم احيانا لحضن بيض طيور أخرى ولحضانة صغارها والبعض يضع ذكرين في قفص واحد ويستخدمهم لحضانة بيض طيور أخرى ولحضانة صغارها ولكن تكون تلك الذكور ذات خبرة ومتمرسة.

## المسكن
طائر الشرشور البنغالي يعيش في جماعات وازوج ويمكن تربيته في سلاكات أو اقفاص فالسكن ليس مشكلة. بالنسبة للشرشور البنغالي لكن لابد ان يكون سكن مناسب ويتسع للعدد الذي يحتويه ولكنه ينتج أكثر في مجموعة
لذلك يفضل تربيته في سلاكات.
- سلاكة
-اقفاص

## الغذاء
غذاء الشرشور البنغالي:
1- دنيبة
2- بانكم
3- فلارس
4- بذور النيجر
5- شوفان
6- ارز شعير
و يمكن عمل خلطة من 1 كيلو دنيبة، 1/2 كيلو بانكم، 1/4 كيلو فلارس، 1/4 كيلو بذور نيجر، 1/4 كيلو شوفان، 1/4 كيلو ارز شعير
أو 40% دنيبة، 20% بانكم،10% بذور نيجر،10%فلارس، 10% شوفان، 10% ارز شعير
7- بيض مسلوق مهروس مخلوط ببقسماط مطحون
يتم هرس صفار البيض وخلطه مع البقسماط المطحون وتقديمه للطيور ويوضع مرة واحدة في
الاسبوع ومرتين في وقت التكاثر ووقت التفريخ ووجود زغاليل
8- خبز أو بقسماط مبسوس في لبن أو زبادي
يتم وضع الخبز أو البقسماط في لبن أو زبادي ويقدم للطيور (و خاصة في وقت التكاثر والتفريخ)
9-خضروات وفواكه
خس، فجل، جرجير، ورق كرنب، قرنبيط، سبانخ، بطاطا مسلوقة، موز وفاكهة مثل التفاح
, الكمثرى الجوافة، البرتقال (يجب ان تكون الخضروات والفاكهة مغسولة جيدا) الخضراوات والفاكهة
كل يوم في الصيف ويوم بعد يوم في الشتاء ولا توضع نهائيا في حالة اصابة الطائر باسهال أو برد
حتى يتم شفائه وتقطع الخضروات والفاكهة قطع صغيرة أو شراح ثم تقدم للطائر.
10- عظم السبيط / السيبيا
يعلق داخل القفص بصفة دائمة وهو غني بالكالسيوم والاملاح المعدنية.
11- رمل البحر والفحم المجروش
يقدم رمل الشواطئ والفحم المجروش في خلطة الحبوب وهي تمنح الطائر الاملاح المعدنية واليود و
تساعده على الهضم ويمكن إضافة عظم السبيط المجروش أو المبشور.

## التكاثر والتفريخ
1- التكاثر
أ- سن البلوغ
يبلغ بعد مرور 8 شهور وأفضل فترة للإنتاج هي من عمر سنة إلى عمر 4 سنوات.
ب- التفرقة بين الذكر والانثى
من الصعب التفرقة بين الذكر والانثى لانهم متشابهين جدا الا ان الذكر يغرد ويرقص في موسم
التزاوج اما الانثى فتزقزق فقط ولا تغرد.
2- التفريخ
أ- العشوش
يمكن استخدام العشوش الاتية وبالطبع العشوش الخشب وعشوش الزيبرا مناسبة له اما عش الكناري
فغير مناسب.
ب- البيض
تبيض الانثى من 4 إلى 8 بيضات.
ج- حضانة البيض
يتبادل الذكر والانثى حضانة البيض والصغار ويحتضنون البيض لمدة من 12 إلى 14 يوم.
د- الصغار
تخرج الصغار بعد مرور 19 إلى 21 يوم من الفقس وقد تكون اقل ودرجة الحرارة عامل اساسي في
تقديم أو تاخير الفقس وهي تستطيع الخروج من العش والاعتماد على انفسها بعد مرور10 أيام أخرى
و يفضل عزلهم عن الابوين بعد مرور 35 إلى 40 يوم من الفقس حتى تستطيع الانثى التحضير لدورة بيض ثانية

## روابط خارجية
- Full description of all known mutations نسخة محفوظة 28 سبتمبر 2007 على موقع واي باك مشين.
- Description - National Capital Region Aviaries
- Bird profile - Drs. Foster & Smith Educational Staff